# Rio Copiapó

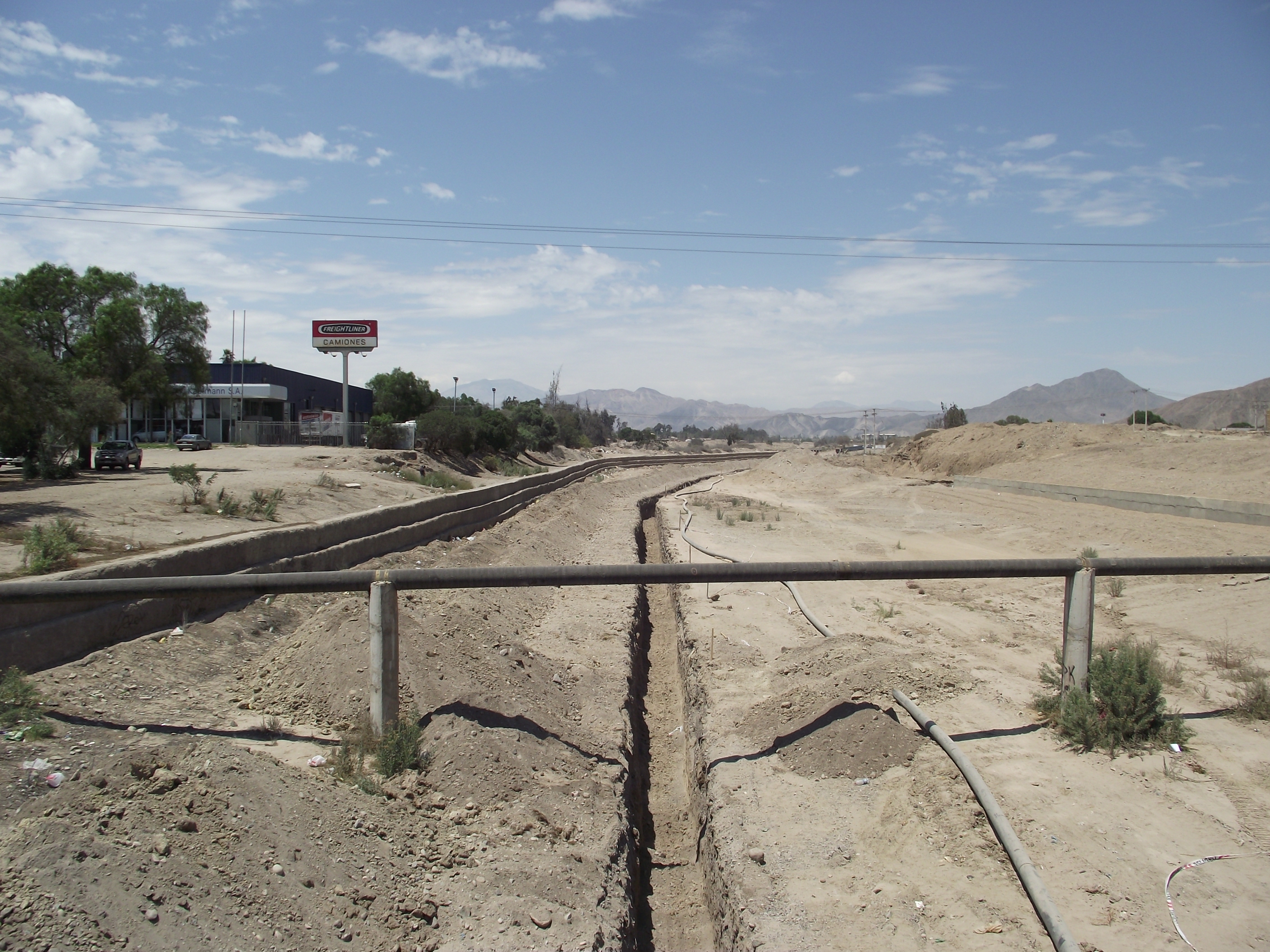
Rio Copiapó, através da cidade de Copiapo

O Rio Copiapó é um rio sul-americano que banha o Chile.